# Huia Edmonds

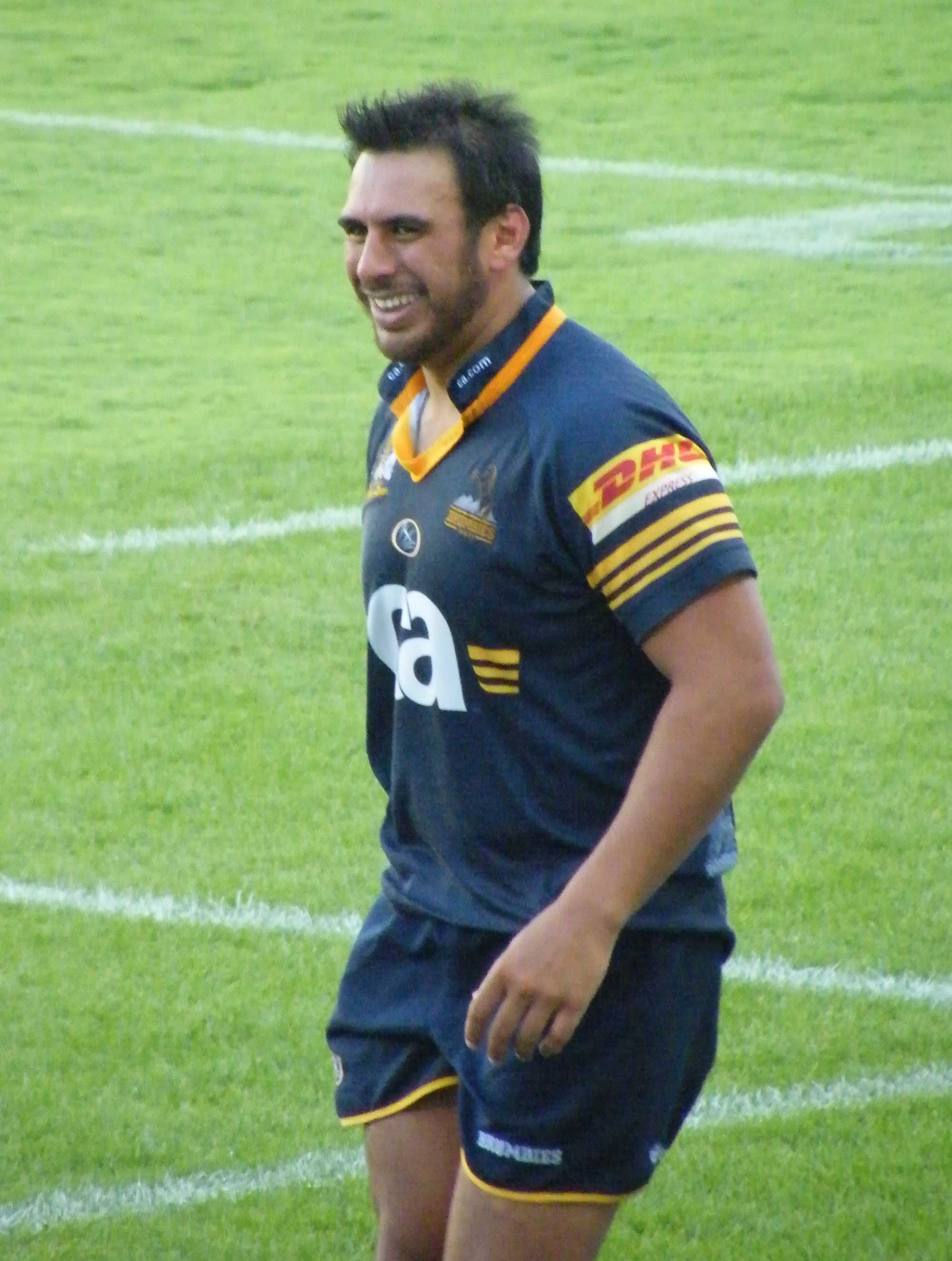

Huia Edmonds (Ashburton, 20 de outubro de 1981) é um jogador de rugby australiano de origem neozelandesa. Ele atualmente joga como hooker no RC Narbonne, clube da Rugby Pro D2, segunda divisão do rugby francês.